# Скала на Рихтер
Ска̀лата на Рихтер е ска̀ла за определяне и сравняване силата на земетресенията. Ска̀лата на Рихтер показва енергията на земетресението или т. нар. магнитуд. Тя представлява десетобална логаритмична ска̀ла, получена от изчисление на десетичния логаритъм на общата хоризонтална амплитуда на най-голямото изместване от нулата на сеизмографа. Намаляването на амплитудата, когато сеизмометърът е на разстояние от земетръсния епицентър, се отчита при пресмятане на магнитуда.

## История
Ска̀лата е разработена през 1935 от Чарлз Франсис Рихтер в сътрудничество с Бено Гутенберг (Beno Gutenberg), и двамата от Калифорнийския технологичен институт. Първоначалните намерения на създателите ѝ е тя да се използва само в Калифорния при сеизмограми, записани на специален инструмент, сеизмометъра на Ууд-Андерсън. Идеята на Рихтер е да се създаде местна магнитудна ска̀ла, която да отдели огромното количество по-малки земетресения от големите, наблюдавани в Калифорния по това време.
Рихтер избира с „0“ да бъде означавано земетресение, което би показало максимум общо хоризонтално изместване на 1 микрометър на сеизмограма, записано при използване на сеизмометъра на Ууд-Андерсън, разположен на 100 километра от епицентъра на земетресението. Този избор е направен, за да предотврати отрицателни магнитуди. Днес чувствителните сеизмографи постоянно регистрират земетресения с отрицателен магнитуд.

## Магнитуди
Земетресения с магнитуд от 4,5 или по-голям са достатъчно силни, за да се регистрират от всички сеизмографи по света.
| Описание            | Магнитуд по Рихтер | Ефект | Честота                                                                 | Пример |
| ------------------- | ------------------ | --- | ----------------------------------------------------------------------- | --- |
| Микро               | По-малко от 2,0    | Микроземетресения, не се усещат.                                                                                  | Около 8000 на ден                                                       | |
| Много слаби         | 2,0–2,9            | Обикновено не се усещат, но се отчитат.                                                                           | Около 1000 на ден                                                       | |
| Слаби               | 3,0–3,9            | Често се усещат, но рядко причиняват щети.                                                                        | Около 49 000 годишно                                                    | |
| Леки                | 4,0–4,9            | Усещат се трусовете. Често причинява щети.                                                                        | Около 6200 годишно                                                      | |
| Средни              | 5,0–5,9            | Може да причини големи щети.                                                                                      | 800 годишно                                                             | 7 декември 1986 Стражица България - 5,7; 27 октомври 2004 Вранча Румъния - 5,8; 25 април 2009 Вранча Румъния - 5,3; 22 май 2012 Перник България – 5,8 2 януари 2017 Дойран, Гърция, Петричко България, Струмица, Северна Македония - 5,2 най-силен трус - 6,24, усеща се в София                                                          |
| Силни               | 6,0–6,9            | Нанасят сериозни щети в голям радиус.                                                                             | 120 годишно                                                             | 30 октомври 2016 Норча, Италия -6,6; 22 февруари 2010 Тайван - 6; 27 декември 2011 Тува, Русия 6,5; 16 януари 1995 Кобе Япония - 6,9; 12 октомври 2013 Остров Крит, Гърция - 6,4 и 6 |
| Големи              | 7,0–7,9            | Разрушителни в радиус около 100 км.                                                                               | 18 годишно                                                              | 6 януари 2023 Турция, Сирия - 7,8;17 август 1999 Измит Турция - 7,6; 12 януари 2010 Порт о Пренс Хаити - 7,3; 27 февруари 2010 Окинава Япония - 7,3; 4 март 1977 Вранча Румъния - 7,4; 28 юли 1978 Таншан Китай - 7,8; 7 декември 2012 Япония - 7,3-7,4; 15 октомври 2013 Филипините - 7,2 и 7,1; 6 февруари 2023 Газиантеп, Турция - 7,8 |
| Много големи        | 8,0–8,9            | Нанасят сериозни щети в радиус от стотици километри.                                                              | 1 годишно                                                               | 19 септември 1985 Мичоакан Мексико - 8,5; 27 февруари 2010 Консепсион Чили – 8,8 |
| Изключително силни  | 9,0–9,9            | Нанасят огромни щети в радиус от хиляди километри. Възможни са дори мащабни промени в релефа близо до епицентъра. | 1 за 10-50 години                                                       | 11 март 2011 Япония - 9 ; 26 декември 2004, Суматра, Индонезия - между 9,1 и 9,3; 22 май, 1960, Чили – 9,5 (най-мощното земетресение в историята) |
| Глобална катастрофа | ≥ 10,0             | Напълно катастрофални за цели континенти и дори за целия свят.                                                    | Изключително рядка, 1 за хиляди години (неизвестна / може и невъзможно) | |